# Laboratório de Pesquisa Naval dos Estados Unidos

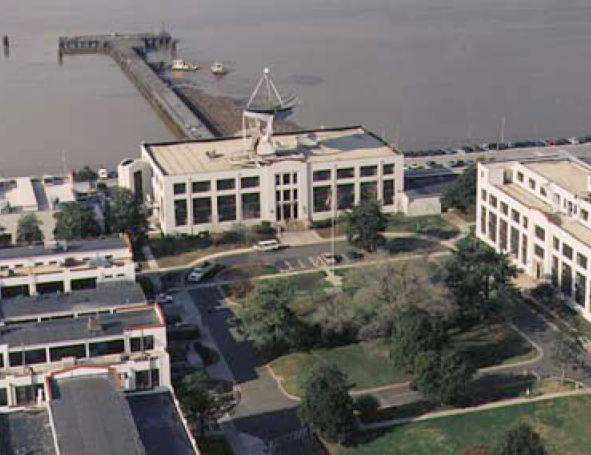
Complexo do Laboratório de Pesquisa Naval dos Estados Unidos às margens do rio Potomac, Washington, DC.

Laboratório de Pesquisa Naval dos Estados Unidos (em inglês: United States Naval Research Laboratory, ou NRL) é um laboratório de pesquisas da Marinha dos Estados Unidos, que conduz vários programas de pesquisa científica. Foi inaugurado em 1923, criado primariamente por pressão exercida por Thomas Edison. Em um editorial de maio de 1915, na Times, Edison escreveu que "O governo deveria manter um grande laboratório de pesquisas onde tecnologia militar e naval poderia ser desenvolvida sem grandes custos." Em 1946 o NRL foi colocado sob a direção do Chefe de Pesquisa Naval. O NRL em seu formato atual foi criado em 1992, quando a marinha americana consolidou centros de pesquisas e desenvolvimentos para formar uma única corporação de laboratórios. O orçamento anual do NRL foi de 1,2 bilhões de dólares em 2008.